# 大花鼠李
大花鼠李（学名：Rhamnus grandiflora）为鼠李科鼠李属下的一个种。种名grandiflora意为“大花的”。